# Bianca Beauchamp
Bianca "Stephanie" Beauchamp (nacida el 14 de octubre de 1977 en Montreal, Quebec) es una modelo para adultos canadiense. De padre Franco-Canadiense y madre italiana, anteriormente se hacía llamar Bianca Jagger; pero ante la confusión provocada por compartir nombre con la primera esposa de Mick Jagger -vocalista de la banda de Rock and Roll británica Rolling Stones- decidió usar su nombre de pila.
Es fundamentalmente conocida como modelo de glamour y látex.

## Biografía
Con 18 años conoció a Martin Perreault, un camarero de un restaurante local y se enamoró de él. Un año después los dos empezaron vivir juntos. Perreault estudió fotografía tomando a Beauchamp como su musa inspiradora. La aversión inicial de la modelo la llevó a menudo a destruir las fotografías que él le tomaba, aunque finalmente aumentó su seguridad en sí misma y venció su timidez.
Mientras continuaba con su labor de modelo empezó a estudiar Literatura Francesa y Enseñanza en el CÉGEP (Collège d'enseignement général et professionnel, Instituto de enseñanza general y profesional en Quebeq, Canadá). Durante un internado en su antiguo instituto uno de los maestros descubrió su sitio web. Como consecuencia de ello, sufrió presiones para mantener cerrado el sitio hasta el fin de su internado, pero lo volvió a abrir poco después. Fue un movimiento polémico, pero Beauchamp se negó a echarse atrás. El incidente hizo que Beauchamp se diera cuenta que lo suyo era trabajar de modelo, así que decidió dejar la universidad para seguir una carrera en esa disciplina.
En su esfuerzo por llegar a ser modelo adelgazó, lo que causó una reducción en el tamaño de sus pechos. Se sometió a una cirugía de aumento de senos para volverlos a su tamaño original 34C, y posteriormente se hizo un segundo implante para aumentar su tamaño de copa a una DD. Rechaza cualquier crítica acerca de sus implantes, tachando de hipócritas a quienes aplauden a las personas por mejorar sus mentes mientras las condena por mejorar sus cuerpos.[cita requerida]
Con el tiempo Beauchamp ha llegado a tener mucho éxito en el ámbito del posado del fetiche de látex, apareciendo en las cubiertas de muchas publicaciones especializadas, tales como la revista Marquis. Bianca ha aparecido en la portada de la revista Bizarre cuatro veces y es la única modelo en haber protagonizado su portada tantas veces. Se la puede ver también en las páginas de varias ediciones especiales de la revista Playboy y ha aparecido en la portada de una de sus ediciones de Book of Lingerie. En asociación con su sitio web y Ritual Entertainment, dio vida al personaje ficticio Elexis Sinclaire para el videojuego de episodios llamado SiN Episodes.
En el verano de 2006 anunció la publicación de su primer libro oficial acerca de su carrera como modelo fotografiada por Martin Perreault. El libro, titulado "Bianca Beauchamp - Fetish Sex Symbol", contiene 208 páginas en color y está centrado en la carrera de Bianca como modelo de fetiche de látex. Esta edición de colección se ofrece en dos cubiertas diferentes y se han impreso 1000 ejemplares de cada una.